# Manuel Linares Rivas
Manuel Linares-Rivas y Astray-Caneda (Santiago de Compostel·la, 8 de febrer de 1866 - Madrid, 3 de febrer de 1938) va ser un polític i dramaturg espanyol, fill del polític Aureliano Linares Rivas i oncle de l'actor José María Linares Rivas.

## Biografia
Nascut a la ciutat gallega de Santiago de Compostel·la, després d'estudiar Dret, i animat per l'exemple del seu pare, Aureliano Linares Rivas (1840-1903), el cognom segon del qual va prendre també, va entrar en política, de manera que va aconseguir els càrrecs de diputat a Corts, ministre de Foment, senador vitalici i acadèmic de la Reial Jurisprudència primer i de l'Espanyola (1921) després. Una sordesa progressiva es va constituir a poc a poc en un llast per a les seves ambicions polítiques i socials i li va ser inclinant a l'art dramàtic. Va començar com a redactor en les revistes El Resumen i El Nacional, i després de l'estrena de El camino de la gloria y la ciencia de los hombres (1893) la seva carrera es va estancar durant més de vuit anys, potser per la negativa del seu pare al fet que desenvolupés el que es considerava una mera afició. La seva dona, Elisa Soujol O'Connor, amb la qual es va casar el 10 d'octubre de 1894, li va animar per contra a seguir estrenant. Diversos manuscrits inèdits de l'autor es conserven a la Biblioteca de la Diputació Provincial de La Corunya.

## Escrits
El seu teatre discuteix problemes morals o legals. De vegades considerades pertanyents al naturalisme, les seves peces dramàtiques porten a l'extrem la tendència discursiva del teatre de Jacinto Benavente i representen les idees canovistes de la Restauració, per exemple, a través del personatge de Raimundo del seu drama Fantasmas. Té la intenció de convertir a l'escena en una fòrum de controvèrsia sobre els problemes socials, polítics i fins i tot judicials, pels quals s'ofereixen de vegades solucions més o menys avançades.
A Aire de fuera (1903) aborda els escabrosos temes de la infidelitat femenina i el divorci amb el propòsit últim d'enjudiciar unes lleis obsoletes que coarten la realització plena de la dona. El tema del divorci reapareix en La garra (1914), en la qual advoca, segons els ideals del Regeneracionisme, per l'adopció d'unes lleis foranes, encarnades per Antonio, divorciat als Estats Units, per a la lliure expressió dels sentiments. A La raza (1911) ataca cruelment les jerarquies que es prevalen dels seus drets heretats; a Cuando empieza la vida (1924) denuncia els codis d'honor obsolets ue encara s'usen per resoldre antics litigis. El abolengo (1904) es funda, com a La raza, en les lluites i preocupacions de classe; a Nido de águilas (1907), una jove sacrifica el seu amor per no casar-se amb un plebeu pels mateixos motius; El caballero Lobo (1909) és una sàtira social amb personatges de faula; Camino adelante (1913) està dirigida a encarir el triomf del deure sobre l'egoïsme; Cobardías (1919) al·ludeix a la massa tolerància dels homes honrats, que disculpen i encara fomenten les males arts dels perduts.
Amb tot, el teatre de Linares Rivas es va decantant cada vegada a una ideologia més conservadora conformr l'evolució política d'Espanya en va contrastant el va deixant enrere. D'aquí l'antirepublicanisme groller de Toninadas (1916) o l'exaltació d'un heroisme militar fora d'hores a Sancho Avendaño (1930). Potser seguint l'exemple de Benavente no es va sostreure al cultiu del drama rural en obres com Cristobalón (1920), La mala ley (1923) i Mal año de lobos (1927), xercicis melodramáticos desmesurats que se centren en una Galícia tel·lúrica massa convencional, sobretot si ho comparem amb les peces gallegues de Valle-Inclán. Finalment, en La última novela (1927), un escriptor de novel·les naturalistes recull el fruit amarg de la seva mala llavor.
Malgrat els seus continguts socials i la seva densitat conceptual, el teatre de Linares Rivas ha suportat malament el pas dels anys perquè sacrifica l'efectivitat dramàtica a l'expressió monologal d'un ideari polític en el marc d'un efectisme escènic buit i repetit.
Dramaturg completament oblidat i, no obstant això, part d'aquesta Espanya culta, clara, que va prosperar en el primer terç del segle xx. Les seves comèdies i relats eren, segons Gregorio Martínez Sierra, un altre dramaturg, “fàcils de diàleg, ben observades i hàbilment compostes”, encara que no tinguin gran o cap misteri; eren fluixes. Potser van ser perjudicades per la seva pròpia facilitat, perquè eren massa evidents i han passat amb el temps que descrivien, sense arribar a perfilar personatges més intemporals, més universals. Efímeres i insulses, com el seu autor. No s'ha dit que la destinació és com els dramaturgs, que mai desvetlla el seu desenllaç fins al final? Doncs Linares Rivas, en aquest sentit, no va tenir gens de dramaturg. Llegiu la seva novel·letaa curta, El sembrador (gran part de la seva obra es troba en la vella col·lecció El cuente semanal o El teatro, dels anys vint del passat segle), per convèncer-se que les seves obres semblen més un assaig sociològic que una trama de ficció.
Els matrimonis mesocràtics anaven del braç els dissabtes a la tarda a veure una obreta de Linares Rivas i quedaven tan satisfets, sense que res altisonant els pertorbés. L'escriptor gallec va morir a la capital espanyola en plena guerra civil, amb setanta-dos anys.